# Фрагмипедиум Бессе
Фрагмипедиум Бессе (лат. Phragmipedium besseae) — вид многолетних травянистых растений семейства Орхидные.
Вид не имеет устоявшегося русского названия, в русскоязычных источниках чаще используется научное название Phragmipedium besseae.

## Синоним
По данным Королевских ботанических садов в Кью:
- Paphiopedilum besseae (Dodson & J.Kuhn) V.A.Albert & Börge Pett., 1994

## Естественные разновидности и их синонимы
По данным Королевских ботанических садов в Кью:
- Phragmipedium besseae var. besseae
  - syn. Phragmipedium besseae var. flavum Braem, 1990
  - syn. Phragmipedium besseae f. flavum (Braem) O.Gruss & Roeth, 1999
- Phragmipedium besseae var. dalessandroi (Dodson & O.Gruss) A.Moon & P.J.Cribb, 1997
  - syn. Phragmipedium dalessandroi Dodson & O.Gruss, 1996

## Этимология
Вид назван в честь госпожи Elizabeth Locke Besse, которая не только первой из европейцев обнаружила этот вид, но и внесла существенный вклад в исследования тропических растений.

## Биологическое описание
Побег симподиальный, псевдобульб не образуют.
Корни хорошо развитые.
Листья темно-зеленые, кожистые, до 13—30 см длиной, до 2—5 см шириной.
Цветонос 30—40 см высотой. Соцветие 1—6-цветковое.
Цветки 6—9 см в диаметре, красные, жёлтые, или желтовато-красные.
Хромосомы: 2n = 26 (metacentrics 10, telocentrics 16, n.f. 36).

## Распространение и экологические особенности
Колумбия, Эквадор (Azuay, Morona-Santiago, Zamora-Chinchipe), Перу (Торпато).
Литофиты и наземные растения на крутых скалах сложенных вулканическими породами, вблизи рек, на высотах 1400—1800 метров над уровнем моря.
Средняя температура воздуха в местах произрастания вида: 17—20 °C.

## Проблема охраны исчезающих видов
Охраняемый вид. Входит в Приложение I Конвенции CITES.
В настоящее время Фрагмипедиум Бессе легко доступен для коллекционеров. Налажено его массовое выращивание из семян. Производятся реинтродукция в дикую природу в южной части Эквадора и северной части Перу.

## В культуре

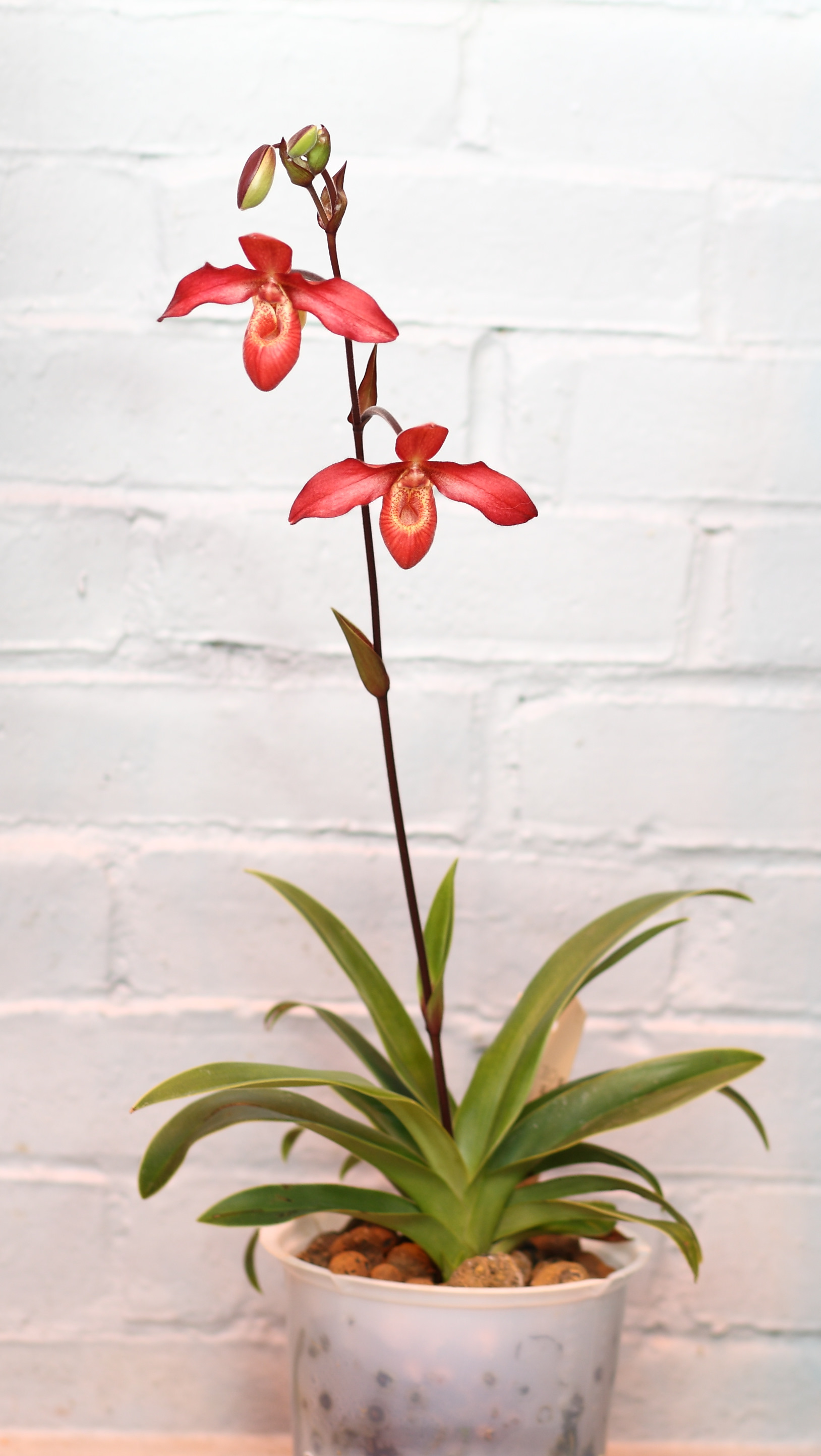
Грекс Phragmipedium Memoria Dick Clements
(= Phragmipedium sargentianum × Phragmipedium besseae)

Phrag. besseae использовался при создании большинства гибридов фрагмипедиумов созданных в конце XX века. До его появления в культуре единственным видом фрагмипедиума с красными цветками был Phragmipedium schlimii. Гибриды с участием Phrag. besseae наследуют относительно компактные размеры и последовательное открытие цветков.
Дневные температуры: от 25—27 °C, ночные температуры 15—17 °С.
Содержат в пластиковых и керамических горшках с несколькими дренажными отверстиями на дне. Пластиковые горшки должны быть белые, во избежание перегрева корней на солнце.
Возможные компоненты субстрата: кусочки от 0,5 до 1 см коры сосны, диатомит, минеральная вата, кокосовые чипсы, сфагнум, торф, перлит, древесный уголь. Пропорции компонентов субстрата подбираются в зависимости от относительной влажности воздуха в помещении и размера горшка, pH смеси около 6.
Субстрат внутри горшка никогда не должен пересыхать полностью, при этом у корней не должно быть застоя воды. Хорошо подходят для полу-гидропонной культуры. Полив растений желательно осуществлять дистиллированной водой или водой прошедшей очистку обратным осмосом.
Относительная влажность воздуха не менее 50—60 %.
В природе растения отмечались в умеренно затенённых местах. В культуре растения рекомендуется содержать при 1000—2000 FC, по другим данным 1000—1500 FC. Рекомендуется содержание этого вида на западных и восточных окнах и притенение от прямого солнечного света в середине дня.
Пересадку осуществляют ежегодно после цветения. Крупные растения пересаживают раз в два-три года.
Периода покоя нет.